# 1970년대 에너지 위기
1970년대 에너지 위기(영어: 1970s energy crisis), 석유 위기(영어: Oil crisis), 또는 오일 쇼크, 석유 파동(영어: Oil shock)은 원유 값이 급등하여 전 세계 각국에 경제적 타격을 준 경제 위기를 말하며, 지금까지 대한민국에 가장 큰 영향을 끼친 2차례의 유류 파동은 각각 1973년과 1978년에 일어났다.

## 1973년 석유 위기 (제1차)
1973년 10월 제4차 중동전쟁 발발 이 후 페르시아 만의 6개 산유국들이 가격인상과 감산에 돌입, 배럴당 2.9달러였던 원유(두바이유) 고시가격은 4달러를 돌파했다. 1974년 1월엔 11.6달러까지 올라 2∼3개월 만에 무려 4배나 폭등했다. 이 파동으로 1974년 주요 선진국들은 두 자릿수 물가상승과 마이너스 성장이 겹치는 전형적인 스태그플레이션을 겪어야 했다.
대한민국의 경우, 1973년 3.5%였던 물가상승률은 1974년 24.8%로 수직상승했고, 성장률은 12.3%에서 7.4%로 떨어졌다. 무역수지 적자폭도 크게 확대(10억 달러→24억 달러)됐다. 산업구조가 경공업에서 에너지 수요가 많은 중화학공업으로 전환되는 시점이었기 때문에 충격은 더 컸다. 1975년에 이르러 성장률은 6.5%로 더 떨어졌고, 물가는 24.7%의 고공비행을 이어갔다. 후 폭풍은 2년간 지속됐고, 1976년에서야 비로소 경제는 정상을 되찾았다.
1차 석유 파동 당시에는 1개월 만에 국제유가가 약 3.9배로 올랐고 대한민국의 환율도 21.9% 올랐다. 경제성장률은 3%선으로 급락했다. 1973년 당시 대한민국 서울의 자가용 승용차는 5만 4331대였으나 1차 유류 파동으로 인해 9,518대가 줄어 1974년에는 4만 4,813대가 되었다. 1971년에는 3만 9054대, 1972년에는 4만 753대, 1973년에는 5만 4331대, 1974년에는 4만 4813대, 1975년에는 4만 7881대, 1976년에는 5만 4954대, 1977년에는 7만 4320대, 1978년에는 10만 6960대로 1차 석유 파동 시기를 제외하고 서울의 자가용 승용차 댓수는 해마다 증가하였다.
1차 석유 파동으로 6%대였던 미국의 국채수익률은 8%대로 상승했다. 이로 인해 당시 자동차시장에서 대 변혁이 일어나게 되고, 시빅이 CVCC 엔진으로 새로운 배기가스 규제에 합격, 당시 약세였던 혼다의 이미지에 큰 변화가 생겼다.

## 1979년 석유 위기 (제2차)
1978년 12월 호메이니 주도로 이슬람 혁명을 일으킨 이란은 전면적인 석유수출 중단에 나섰고 배럴당 13달러대였던 유가는 20달러를 돌파했다. 1980년 9월 이란-이라크 전쟁으로 30달러벽이 깨졌고, 사우디아라비아가 석유무기화를 천명한 1981년 1월 두바이유는 39달러의 정점에 도달했다.
선진국들의 충격은 1차 파동 때보다 적었지만, 한국경제는 오히려 반대였다. 대내적으로 10·26 사건과 1980년 정치혼란이 겹치면서 1980년의 실질성장률은 경제개발 이후 처음으로 마이너스(-2.1%)를 기록했다. 물가상승률은 무려 28.7%에 달했고 실업률도 5%를 넘어섰다. 1981년 성장률이 6%대로 높아졌지만 기술적 반등 수준이었으며, 물가는 여전히 20%를 웃돌았다. 2차 오일 쇼크 역시 꼬박 2년간 한국경제에 치명적 충격을 주었다.
2차 석유 파동 때는 6개월 만에 국제유가가 2.3배가 올랐고, 한국 환율이 36.5% 상승했고 경상수지 적자폭은 1979년 42억 달러, 1980년 53억 2000만 달러나 되었다. 1979년 기준 한국의 총외채 203억 달러(순외채 140억 달러)에서 1985년에 총외채 468억(순외채 355억 달러)로 급증해 5대 채무국가로 올라서게 되었다.
유가 상승 폭 1차 때보다 컸던 1978년 2차 석유 파동 때는 8~9% 수준이었던 미국의 국채수익률이 15% 수준까지 올랐다. 한국의 회사채 수익률도 2차 석유 파동 당시 20% 초반에서 30%대까지 상승했다.

## 영향

### 경기침체
1970년대는 2차례의 에너지 위기로 인해 경제 성장이 제한적이거나 부정적인 시기였다. 비록 70년 중반이 미국에게 최악의 시기였음에도 불구하고 1980년대까지 경제는 전반적으로 약했다. 이 기간은 제2차 세계대전 이후의 경제 호황의 끝을 장식했다. 높은 실업률과 높은 인플레이션이 겹친 스태그플레이션이라는 점에서 이전의 많은 경기침체와는 차이가 있었다.
경기 침체에 기여한 다른 원인으로는 베트남 전쟁과 브레튼우즈 체제의 붕괴가 있다. 새로운 산업화 국가들의 출현은 금속 산업의 경쟁을 증가시켰고, 북미와 유럽의 산업 핵심 지역들이 재건될 수밖에 없었던 철강 위기를 촉발시켰다. 1973-1974년의 주식 시장 붕괴는 경기 침체를 분명히 반영했다.
National Bureau of Economic Research에 따르면, 미국의 불황은 1973년 11월부터 1975년 3월까지 지속되었다. 비록 경제가 1975년부터 1980년 1월에 시작된 1980년대 초반의 첫 번째 불황까지 확장되고 있었지만, 인플레이션은 10년의 나머지 기간 동안 극도로 높았다.
이 경기 침체기 동안 미국의 국내총생산은 3.2% 감소했다. 비록 경기 침체가 1975년 3월에 끝났지만, 실업률은 몇 달 동안 최고조에 달하지 않았다. 1975년 5월, 이 비율은 9%의 사이클 동안 최고치에 도달했다. (이보다 더 높은 사이클은 2020년 초, COVID-19 Pandemic의 경제적 결과에 대응하여 미국의 실업률이 15%를 잠시 상회했던 때와 1982년 11월과 12월에 실업률이 10.8%로 최고치를 기록했던 1980년대 초의 경기 침체뿐이다.)
불황은 영국에서도 1973년부터 1975년까지 지속되었다. GDP는 출처에 따라 3.9% 또는 3.37% 감소했다. 경기 침체가 시작될 때 영국의 GDP가 회복되기까지 14분기가 걸렸다.

### 새로운 산유국의 출현
1970년대의 고유가는 OPEC 이외의 국가들, 특히 생산 비용이 더 높은 매장량에 대한 석유 생산에 대한 투자를 했다. 여기에는 알래스카의 프루도 만, 영국과 노르웨이의 북해유전, 멕시코의 칸타렐 연안, 캐나다의 오일샌드 등이 포함되었다.

### 석유비축사업
1973년 위기의 결과로 많은 국가들은 에너지 위기 동안 경제와 국가 안보를 제공하기 위해 특정 국가 또는 민간 산업의 정부에 의해 보유된 전략적 석유 비축물(SPR), 원유 재고(또는 비축물)를 만들었다. 국제에너지기구(IEA)는 이번 위기를 계기로 결성되어 현재 31개 회원국으로 구성되어 있다.
IEA에 따르면, 약 41억 배럴(650,000,000 m3)의 석유가 회원국들에 의해 전략적으로 비축되어 있으며, 이 중 14억 배럴(220,000,000 m3)은 정부가 통제하고 있다. 나머지는 민간기업이 보유하고 있다. 이러한 비축량은 최소 순수입의 90일분에 해당하는 것으로 의도된다. 현재 미국 전략석유비축국은 최대 7억 1350만 배럴(113,440,000m3)의 용량을 가진 정부 소유의 최대 비축량 중 하나이다.
최근 다른 비 IEA 국가들은 자체적으로 전략적 석유 비축량을 만들기 시작했는데, 중국은 전체 2위, 비IEA 국가 중 가장 규모가 크다.

### 중동
1973년의 욤키푸르 전쟁은 서방 동맹국들이 이스라엘을 공급하고 일부 아랍 국가들이 소련의 물자를 공급받으면서 이 시기의 가장 국제적으로 위협적인 대결 중 하나가 되었다.
중동과 남서부 아시아에서의 대규모 석유 발견과 세계의 몇몇 더 산업화된 지역에서의 생산의 정점은 1960년대부터 일부 이슬람 국가들에게 세계에서 독특한 지렛대를 주었다. 특히 1973년과 1979년의 위기는 이들 국가가 발견한 새로운 힘의 증거였다. 미국과 다른 나라들은 이들 국가들과 이스라엘 사이의 갈등에 더 관여할 수 밖에 없었고, 이는 캠프 데이비드 협정과 같은 평화적인 계획으로 이어졌다.

### OPEC
1970년대 OPEC이 직면한 첫 번째 도전 중 하나는 미국이 브레튼우즈 협정에서 일방적으로 탈퇴하고, 1971년 제정된 금 거래소 기준에서 미국을 제외시킨 것이다. 그 기준으로, 미국 달러의 가치만 금 가격에 고정되었고 다른 모든 통화는 미국 달러에 고정되었다. 이러한 변화는 세계 통화의 불안정과 다른 통화들뿐만 아니라 미국 달러 가치의 하락을 초래했고, 석유 생산국들이 여전히 석유 가격을 달러로 매긴 OPEC의 실질 수입을 감소시켰다.
OPEC은 상황에 적응하는 것이 느렸지만, 마침내 금에 대한 석유 가격 결정을 내렸다. 석유수출국기구(OPEC)와 주요 석유회사들 간의 유가협정 개정 협상이 좌절된 것은 물론, 중동지역에서의 지속적인 갈등은 이 시대 동안 안정화를 위한 OPEC의 노력을 계속해서 지연시켰다.

### 오일패치
미국의 주요 유전지대가 분포되어 있는 텍사스, 오클라호마, 루이지애나, 콜로라도, 와이오밍, 알래스카 등은 1970년대 미국 석유 산업 전반과 마찬가지로 물가 상승의 혜택을 크게 받았다. 석유 가격은 일반적으로 10년 내내 상승했다. 1978년과 1980년 사이에 서부 텍사스 중질유의 가격은 250% 상승했다. 모든 주들이 주식 시장 붕괴와 관련된 국가 경제 문제의 영향을 느꼈지만, 오일 패치 주의 석유 수입 증가로 인한 경제적 이익은 일반적으로 이를 상당 부분 상쇄했다.

### 에너지원 다변화
1970년대 이후, 1인당 세계 에너지 소비는 이전의 급속한 성장 추세에서 벗어나, 중국과 같은 거대 아시아 경제의 부상과 함께 다음 세기까지 수십 년 동안 비교적 보합세를 유지하고 있다.
에너지원 수요 종류를 분석한 결과 1970년대 석유 소비량의 지속적인 급격한 증가가 멈추고 추세가 하향 반전되었으며, 천연가스 소비량의 증가세도 둔화되었음을 알 수 있다. 그 동안 원자력 에너지의 사용은 회복되었지만, 체르노빌 참사가 발생한 후 1990년대까지 원자력 에너지의 성장은 멈췄고, 거의 1세기에 걸친 침체에 따른 석탄 사용의 증가뿐만 아니라, 천연가스의 재가속화에 의해 그 자리를 차지하게 되었다.
태양광, 풍력발전, 조력발전, 소수력발전등 다른 대체 에너지의 성장기도에 올라섰다.

## 같이 보기
- 중동신화: 1차 유류 파동 관련
- 주바일 항만공사: 1차 유류 파동 관련
- 2003년 이후 고유가현상(영어판)

### 내용주
1. ↑  ‘오일 쇼크’(oil shock)는 원래 ‘석유에 의한 공급 충격’을 의미한다.

### 참조주
1. 1 2  “1,2차 오일쇼크로 본 우리경제의 영향”. 《한국일보》. 2004년 5월 19일.
2. 1 2  "과거 오일쇼크때 금리 얼마나 올랐나" 머니투데이 2004-05-24 00면 558자